# FIFA-Ethikkommission
Die FIFA-Ethikkommission ist ein Rechtsorgan der Fédération Internationale de Football Association, dem internationalen Fußballverband, das Verstöße gegen die FIFA-Ethikregeln ermittelt und ahndet.

## Geschichte
Die Ethikkommission wurde 2006 von der FIFA gegründet. Erster Vorsitzender war Sebastian Coe. Im März 2010 übernahm Claudio Sulser den Kommissionsvorsitz.
Nach Kritik an der Arbeitsweise wurde die Kommission 2012 umstrukturiert und neu gegliedert in eine Untersuchungskammer und eine rechtsprechende Kammer. Nach der Umstrukturierung wurde der Jurist Michael J. Garcia zum Vorsitzenden der Untersuchungskammer und der Richter Hans-Joachim Eckert zum Vorsitzenden der rechtsprechenden Kammer berufen.

## Verfahren
Die Untersuchungskammer kann aus eigenem Ermessen oder aufgrund schriftlicher Anzeigen Vorverfahren einleiten. Bestätigt ein Vorverfahren die Möglichkeit eines Verstoßes gegen die FIFA-Ethikregeln, eröffnet die Untersuchungskammer ein formelles Untersuchungsverfahren und übergibt nach Abschluss einen Untersuchungsbericht an die rechtsprechende Kammer, die aufgrund der Ergebnisse ein Urteil fällt. Bei Verstößen gegen die FIFA-Ethikregeln kann die rechtsprechende Kammer gegen betroffene Funktionäre Sperren unterschiedlicher Dauer für alle fußballrelevanten Tätigkeiten und Geldstrafen aussprechen. Während der Dauer des Verfahrens können provisorische Sperren verhängt werden.

## Zusammensetzung (2025)
Die Zusammensetzung der FIFA-Ethikkommission in Stand Juli 2025:
| Untersuchungskammer          | Untersuchungskammer | Rechtsprechende Kammer    | Rechtsprechende Kammer |
| Name                         | Nationalität        | Name                      | Nationalität           |
| ---------------------------- | ------------------- | ------------------------- | ---------------------- |
| Vorsitzende                  |                     |                           |                        |
| Martin Ngoga                 | Ruanda              | María Claudia Rojas       | Kolumbien              |
| Stellvertretende Vorsitzende |                     |                           |                        |
| Bruno de Vita                | Kanada              | Fiti Sunia                | Amerikanisch-Samoa     |
| Parusuraman Subramanian      | Malaysia            | Anin Yeboah               | Ghana                  |
| Mitglieder                   |                     |                           |                        |
| Chrissa Sevastopoulou        | Griechenland        | Justice Ayotunde Phillips | Nigeria                |
| Jiahong He                   | Volksrepublik China | Duygu Yasar               | Türkei                 |
| Janet Katisya                | Kenia               | Guillermo Iroy            | Philippinen            |
| John Tougon                  | Vanuatu             | Ian Wilkinson             | Jamaika                |
| Mariana Idrogo               | Argentinien         | Michael Goodwin           | Papua-Neuguinea        |
| Yordis Solis                 | Panama              | Pamela Camus              | Chile                  |

## Entscheidungen
Die FIFA-Ethikkommission hat gegen Funktionäre bis anhin mehr als 70 Sperren verhängt, darunter Sepp Blatter, Michel Platini, Chuck Blazer, Jérôme Valcke, und Mohamed bin Hammam.
Nach dem Rücktritt von Garcia wurde 2015 sein Stellvertreter Cornel Borbély zum Vorsitzenden der Untersuchungskammer gewählt.